# Gestaltungs- und medientechnischer Assistent
Der Bildungsgang gestaltungs- und medientechnische Assistentin/gestaltungs- und medientechnischer Assistent (kurz: GMTA) ist eine nach Landesrecht geregelte schulische Vollzeitausbildung (Ausbildungsberuf) an einer zweijährigen Berufsfachschule in Deutschland, die auf dem mittleren Abschluss aufbaut und zu einem schulischen Berufsabschluss führt.
Er orientiert sich an dem breiten Spektrum der Medientechnik und qualifiziert für einen beruflichen Einsatz im Bereich der Medien-, Druck- und Werbebranche.

## Dauer und Gliederung der Ausbildung
Die Ausbildung dauert zwei Jahre und findet an beruflichen Schulen in Hessen und als schulische Ausbildung in Berlin statt. Sie umfasst 2.320 Stunden fachpraktischen und fachtheoretischen Unterricht. Die Ausbildungsinhalte werden innerhalb des Lernfeldkonzepts in einem vorwiegend handlungsorientierten Unterricht vermittelt und die Aufgabenstellungen anhand konkreter Projekte bearbeitet.

### Inhalte
- Gestaltungslehre
- Printpublishing
- Fotografie
- Video- und Webauthoring
- Computersysteme/-netzwerke
- Hard- und Software
- Medienrecht
- Betriebswirtschaftslehre
- Webdesign
- Projektmanagement

### Praktikum
Fester Bestandteil der Ausbildung ist ein mindestens vierwöchiges Betriebspraktikum. Die Auszubildenden fertigen darüber eine bewertete Dokumentation an und präsentieren diese.

### Abschlussprüfung
Der Bildungsgang schließt mit einer staatlichen Prüfung ab. Diese besteht aus drei schriftlichen Teilen mit jeweils integrierter praktischer Arbeit:
- Grundlagen der Gestaltung
- Informationstechnische Grundlagen
- Konzeption von Nonprint-Medien

Die Berufsbezeichnung lautet „staatlich geprüfte gestaltungs- und medientechnische Assistentin“ oder „staatlich geprüfter gestaltungs- und medientechnischer Assistent“. Nach erfolgreichem Besuch von Zusatzunterricht in den Fächern Deutsch, Englisch und Mathematik und je einer Zusatzprüfung in diesen Fächern kann darüber hinaus der schulische Teil eines der Fachhochschulreife gleichwertigen Abschlusses erworben werden.

## Berufliche Einsatzgebiete
Typische Arbeits- und Aufgabenfelder für gestaltungs- und medientechnische Assistenten sind die Gestaltung von Print- und Nonprint-Medien in Werbeagenturen, Druckereien, Grafikbüros und Film- und Medienbetrieben sowie die Pflege von Webseiten und Werbemitteln in beliebigen Branchen.